# Chronische senile Rhinitis
Die chronische senile Rhinitis, umgangssprachlich auch Alterstropfnase genannt, entspricht einem anhaltenden chronischen wässerigen Schnupfen bei älteren Menschen.
Diese Form einer Rhinitis ist im höheren Alter recht häufig, genauere Zahlen sind nicht erhältlich, da die Altersveränderungen der Nase bisher nur wenig erforscht wurden.

## Ursachen
Bei diesem multifaktoriellen Syndrom werden einerseits degenerative Veränderungen der Nasenschleimhaut, andererseits Formänderungen der Nase und schließlich Nebenwirkungen von Medikamenten der häufig multimorbiden Patienten diskutiert.

## Symptome
Teils trockene Nase, teils wässeriger Dauerschnupfen.

## Therapie
Je nach Symptomatik Anfeuchten der Nase mit Solespray etc.  bzw. abschwellende Nasentropfen (Sympathomimetika), die wegen der bekannten Gewöhnung (Privinismus) jedoch nur kurzfristig angewandt werden dürfen. Die bessere Alternative bei wässeriger Rhinitis ist die Anwendung von topischen  Kortikosteroiden (Nasenspray).